# 比尔·惠特利
威廉·“比尔”·约翰·惠特利（英語：William "Bill" John Wheatley，1909年7月5日—1992年2月5日），美国篮球运动员，曾代表美国参加1936年夏季奥运会男子篮球比赛，并获得金牌，他在其中两场比赛中有上场。